# NGC 4656
NGC 4656, también conocida cómo la Galaxia del Palo de Hockey, es una galaxia irregular situada en la constelación de Canes Venatici a una distancia de entre 25 y 30 millones de años luz de nuestra galaxia.
Se trata de una galaxia fuertemente distorsionada por la interacción gravitatoria con su vecina NGC 4631, con la que está unida por una cola de gas; sin embargo, otros autores no consiguen encontrar indicaciones en el óptico de dicha interacción y consideran que es una galaxia de estructura parecida a la Pequeña Nube de Magallanes o NGC 55
El color azul de NGC 4656 -al igual que en NGC 4631- muestra una elevada tasa de formación estelar en ella, y cuenta además con una zona particularmente brillante que ha recibido número NGC propio -NGC 4657-, aunque algunos autores creen que es una galaxia menor interaccionando con ella.
NGC 4656 forma parte del grupo de galaxias que tiene a NGC 4631 cómo su miembro más brillante, y también es un miembro de la nube de galaxias Coma I. la cual está en proceso de acercamiento al Cúmulo de Virgo, para acabar fundiéndose con éste en un futuro lejano.